# Три криниці
Три́ крини́ці — гідрологічна пам'ятка природи місцевого значення в Черкаському районі Черкаської області.

## Опис
На південно-західній околиці с. Суботів у пониженні рельєфу розташовані три дерев'яні криниці, обсаджені вербами. Пам'ятку природи створено рішенням Черкаського облвиконкому від 27.06.1972 р. № 367. На початку 1970-х рр. на трьох криницях встановлені дубові зруби, а з утворенням Національного історико-культурного заповідника «Чигирин» вони увійшли до його складу.

## Легенди та повір'я
Достовірних історичних документів, пов'язаних із джерелами, які наповнюють водою три криниці, не виявлено, але існує багато легенд та переказів.
За однією з легенд, криниці були збудовані за часів Визвольної війни на чолі з Богданом Хмельницьким. До Суботова тягнулися обози з пораненими воїнами, змучені ранами і виснажені спекою, козаки зупинялися в долині біля джерела. Саме тут, за переказами, розміщувався військовий шпиталь. Одного разу в село в'їхали три вершники і кожен тримав на руках тяжкопораненого товариша. За наказом гетьмана їх залишили у знахаря, який щодня лікував їх травами, настояними на джерельній воді. Скоро козаки стали на ноги і кожен із них на місці цілющих джерел викопав криниці.
За іншим переказом, на цьому місці козаки напували коней. Богдан Хмельницький якось наказав напоїти коней і води у двох криницях не вистачило, а тому розпорядився викопати і третю, і саме з цим пов'язане і виникнення назви три криниці.
У місцевих жителів є повір'я: якщо дівиця нап'ється чистого джерела водиці з трьох колодязів поспіль — не пізніше, ніж через три дні знайде судженого.
У радянську добу «Три криниці» тлумачили як символ дружби трьох східнослов'янських народів: українського, білоруського і російського, про що свідчила меморіальна табличка біля колодязів. 

## Галерея

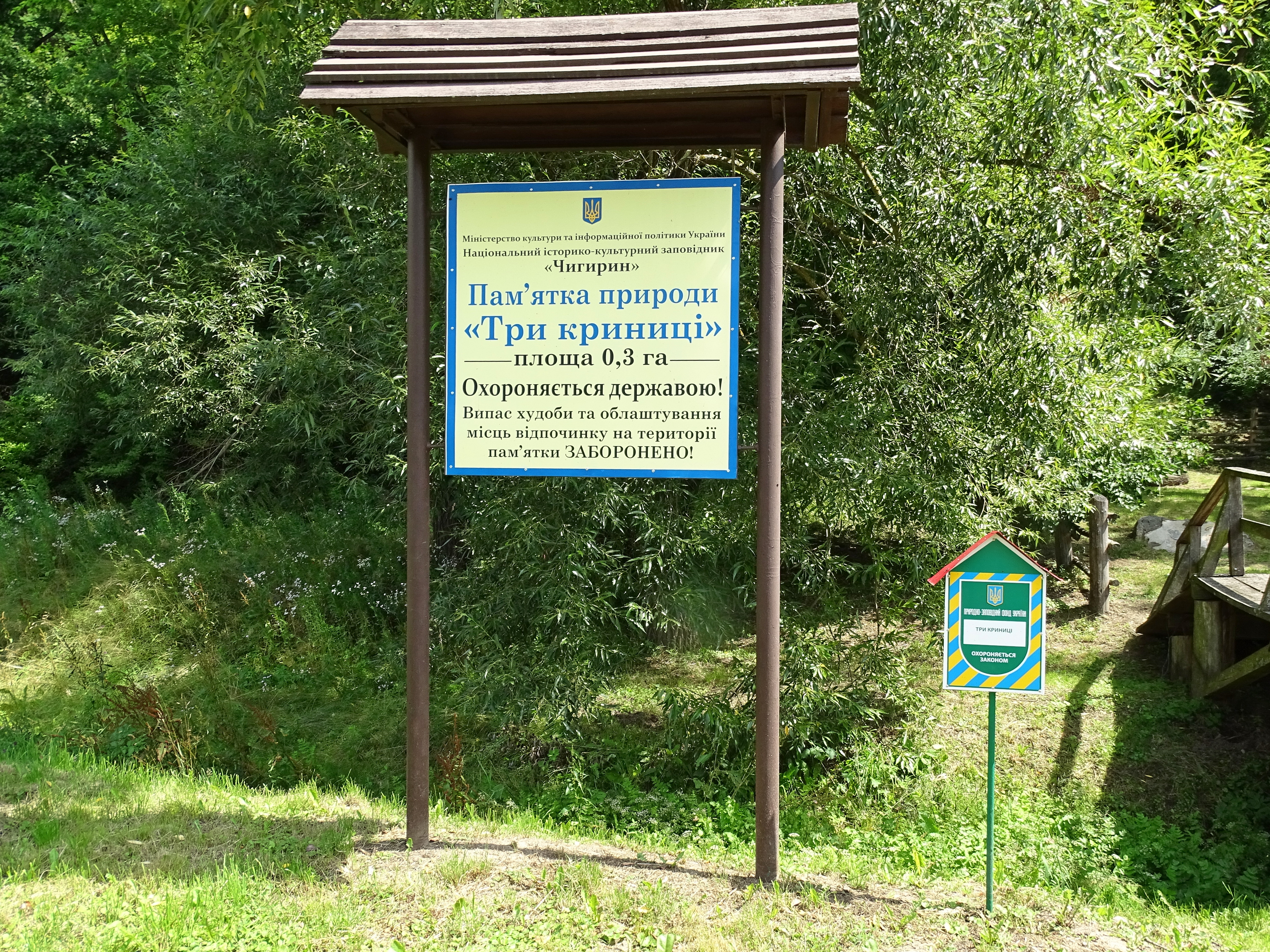
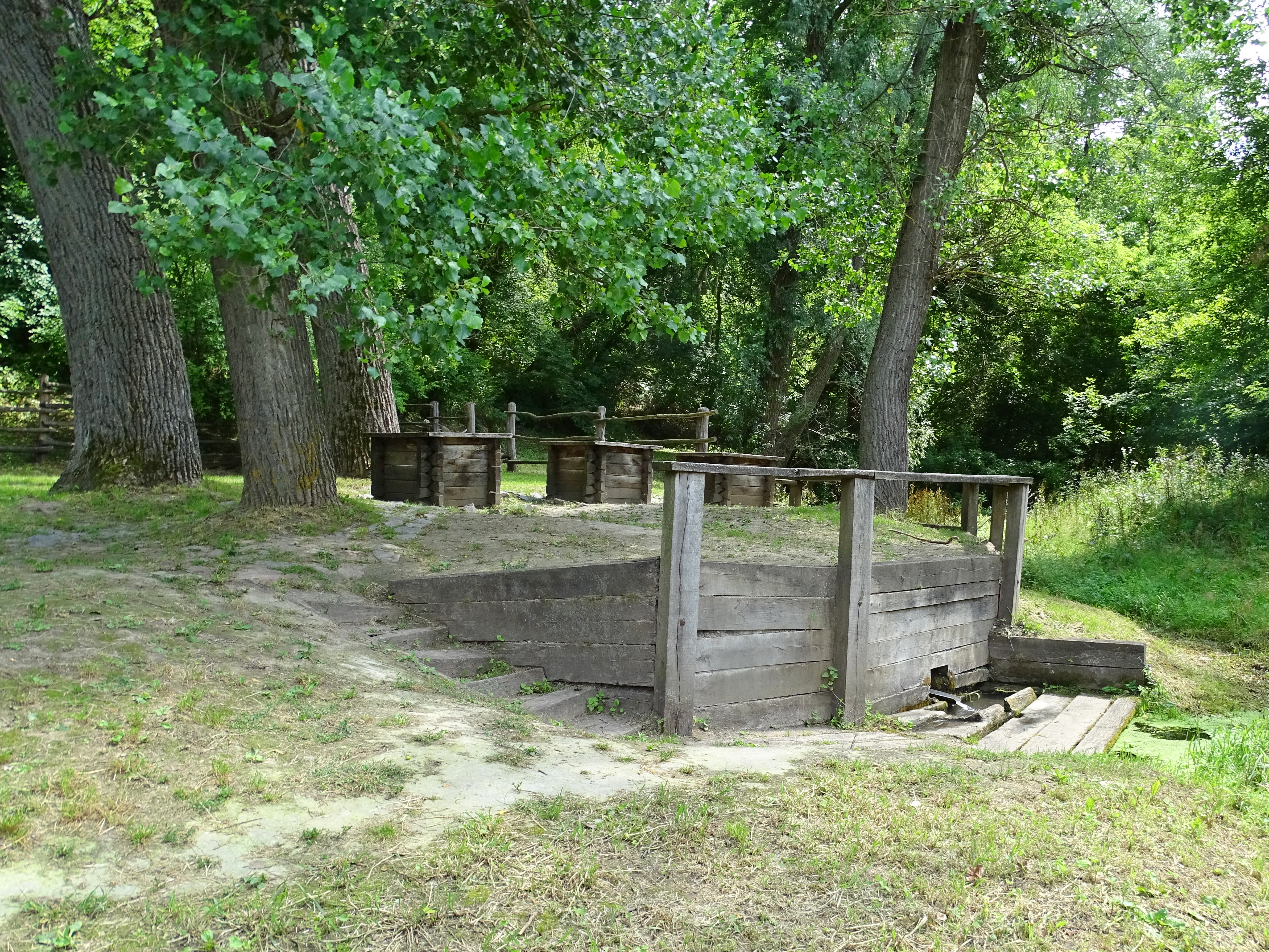
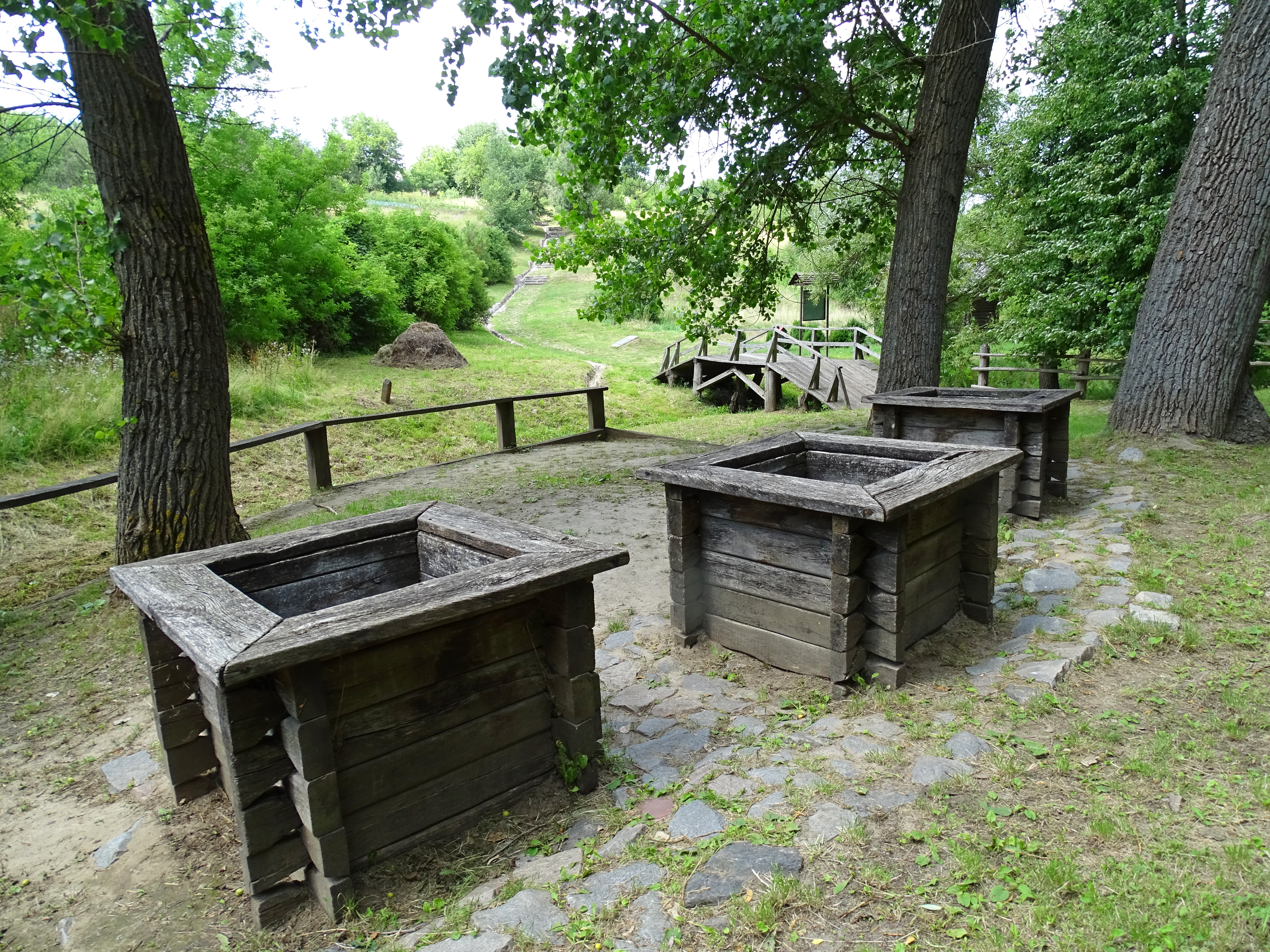
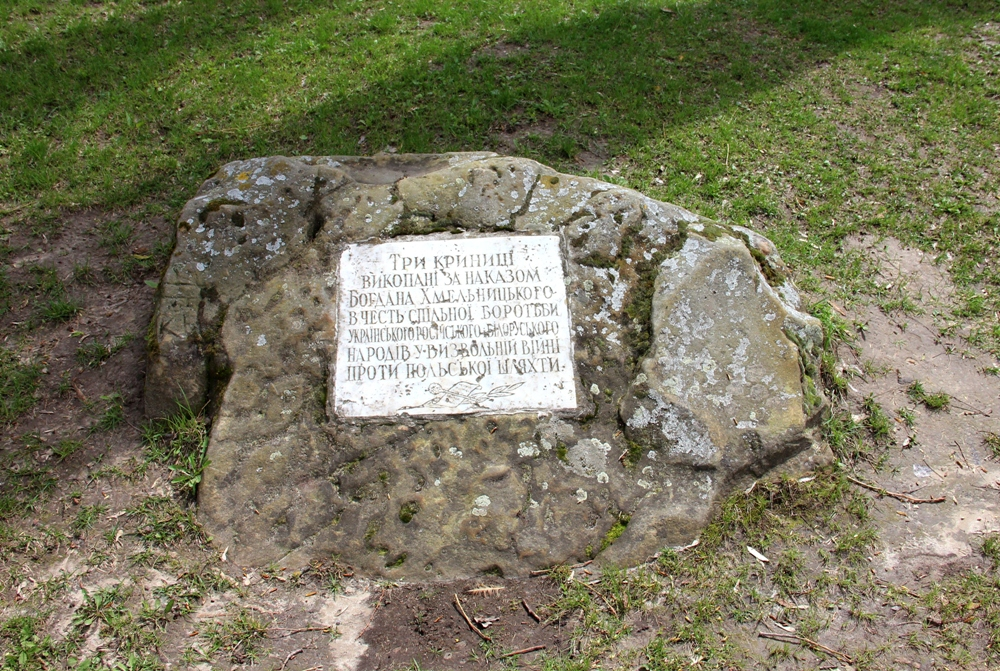
Надпис на камені поблизу криниць